# Presbítero
Presbítero (do grego πρεσβύτερος,: "ancião" usado no cristianismo) no Novo Testamento refere-se a um líder nas congregações cristãs locais, com referência ao "presbyteros" grego significando ancião/senhor e "episkopos" significando supervisor, referindo-se exclusivamente ao ofício de bispo, mas com presbíteros sendo entendidos por muitos como se referindo à mesma pessoa que realiza a função de administrador.
No uso moderno Católico e Ortodoxo, presbítero, diferente de bispo, é sinônimo de sacerdote. Entretanto, no uso predominante (caráter majoritário) do protestantismo, o termo não é visto como se referindo a um membro de um sacerdócio, denominado sacerdotes, mas, em vez disso, termos como ministro, pastor e ancião são usados. No Presbiterianismo (especialmente a Igreja Presbiteriana do Brasil), cujo nome deriva justamente de “presbítero”, por ser por eles governado, os presbíteros são divididos em duas categorias: Presbíteros docentes (pastores, dedicados à pregação e execução dos sacramentos Batismo e Santa Ceia, majoritariamente) e Presbíteros regentes (voluntários que são eleitos pelos membros da igreja para lhes representar no governo tanto na igreja local como nos concílios, não estando, hierarquicamente, abaixo dos presbíteros docentes).

## Etimologia
A palavra presbítero etimologicamente deriva do grego πρεσβύτερος (presbyteros), a forma comparativa de πρέσβυς (presbys), "homem velho". Contudo, enquanto a palavra sacerdote em inglês (priest) possui presbítero como a origem etimológica, a palavra grega distintiva para "sacerdote" nunca é usada para presbyteros/episkopos no Novo Testamento, exceto como sendo parte do sacerdócio geral para todos os crentes, com os primeiros cristãos fazendo a distinção entre judeu sacerdotal e sacerdotes pagãos e ministros do Novo Testamento. Daí derivam-se outros títulos como preste.
O termo ancião vem do latim antianus via francês arcaico ancien referindo-se a pessoa de idade avançada, antigo, velho, venerável, respeitável.
A palavra hebraica equivalente é za·qen e identificava os líderes do Antigo Israel, quer no âmbito de uma cidade, da tribo ou em nível nacional.
O termo Padre, oriundo do latim pai, é uma forma de tratamento que recebe o presbítero na Igreja Católica, Igreja Ortodoxa e algumas correntes protestantes, como no anglocatolicismo ou nas antigas congregações de língua portuguesa da Igreja Reformada Holandesa, como o notável  Padre João Ferreira de Almeida.

## História
A organização mais antiga da igreja em Jerusalém era, de acordo com a maioria dos estudiosos, similar àquela das sinagogas judaicas, entretanto possui um conselho ou agremiação de presbíteros ordenados (da grego: πρεσβύτεροι anciãos). Em Atos 11:30 e Atos 15:22 vemos um sistema de agremiação de governo em Jerusalém encabeçado por Tiago, de acordo com a tradição o primeiro bispo da cidade. Em Atos 14:23, o apóstolo Paulo ordena presbíteros nas igrejas que ele fundou.
O termo presbítero muitas vezes ainda não era claramente distinguido do termo superintendente (ἐπίσκοποι episkopoi, mais tarde usado exclusivamente como significando de bispo), como em Atos 20:17, Tito 1:5–7 e 1 Pedro 5:1. Os primeiros escritos dos Pais Apostólicos, do Didaquê e a Primeira Epístola de Clemente, por exemplo, mostram que a igreja usou dois termos para os ofícios da igreja local - presbíteros (vistos por muitos como um termo intercambiável com episcopos ou superintendentes) e diáconos.

## Organização religiosa
Algumas religiões prezam a figura venerável do ancião, como o za·qen na antiga religião hebraica da Tanakh, líderes do antigo Israel quer a uma cidade, tribo ou a nível nacional. Outras religiões semíticas valorizam a autoridade venerável dos anciãos, como o sheik muçulmano, o hakham no caraísmo, o ˤUqqāl dos drusos.
No cristianismo primitivo havia a figura do presbítero (grego, πρεσβυτερος, presbyteros), que era originalmente um dirigente de uma igreja congregação local, e o termo episcopos grego: ἐπίσκοπος, supervisor, de onde veio o termo português bispo) era usado intercambiamente até os meados do século II, quando surgiu a distinção entre bispo (supervisor sobre várias congregações) e presbítero (líder de uma comunidade local) nas igrejas de então.

### Igreja Católica

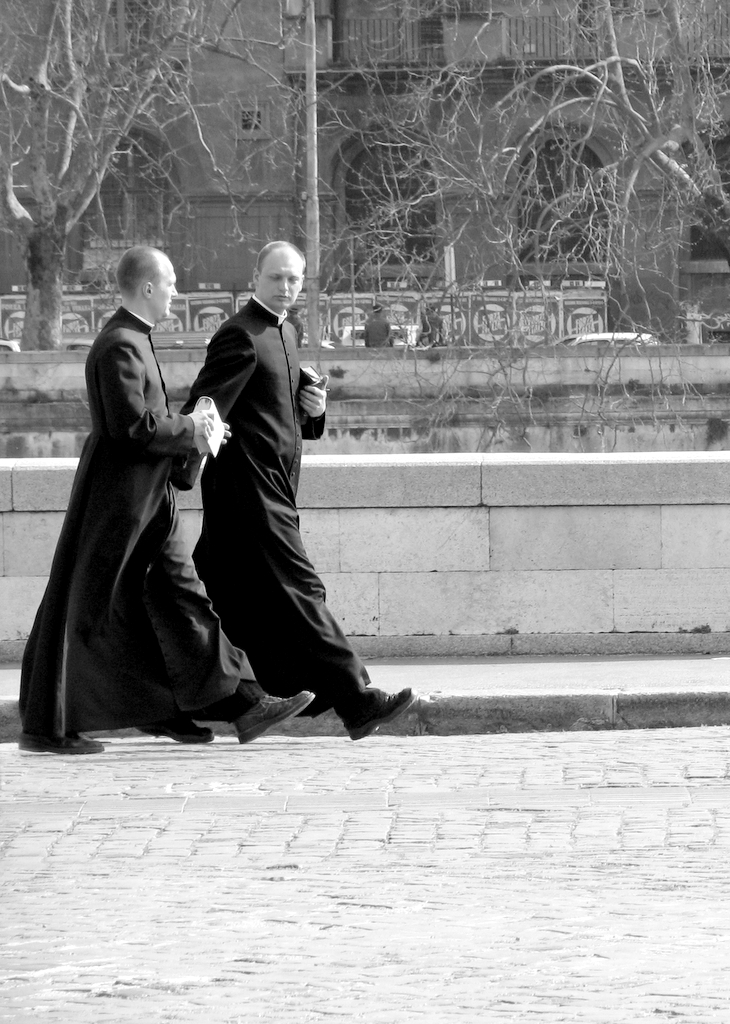
Padres em Roma.

O substantivo padre foi dado aos bispos no século II pela atitude paternal com que tratavam os subordinados.[carece de fontes?]
No século V passou a designar os antigos escritores eclesiásticos, fossem bispos ou não.
Na Igreja Católica, o presbítero (padre) é aquele que recebe o Sacramento da Ordem em seu segundo grau, sendo o primeiro grau o de diácono e o terceiro grau o de bispo. Portanto, é considerado um estágio intermediário na hierarquia do clero católico. Usa o título religioso de padre, do latim pater, que significa "pai [num sentido religioso]". Dependendo da sua função em uma paróquia, caso esteja funcionando em uma, pode ser um pároco, se é a autoridade religiosa máxima na paróquia, ou vigário, caso se encontre subordinado a outro padre na mesma paróquia.

Modelo do brasão de armas de um Presbítero Católico

Antes de ser ordenado padre, o candidato se torna diácono e faz promessa ao seu bispo de castidade, obediência e pobreza. Nas Igrejas Católicas de Rito Oriental homens já casados podem se tornar padres. Na Igreja Católica de Rito Latino os padres têm de ser homens celibatários. Faz ainda a promessa de rezar todos os dias a Liturgia das Horas pelo povo de Deus e de celebrar a Eucaristia.
A veste litúrgica própria do padre é a estola caída de ambos os lados, passando por trás do pescoço e a casula.
Por vezes, os presbíteros recebem o título honorário de Monsenhor, que não dá quaisquer poderes sacramentais adicionais.

### Igreja Ortodoxa
No Cristianismo ortodoxo os padres podem casar antes da ordenação, como nas Igrejas Católicas Orientais em comunhão com Roma.

### Protestantismo
Boa parte das igrejas protestantes chamam seus presbíteros ordenados de pastores. 
Na Igreja Luterana os pastores são responsáveis pelo rebanho cristão, e os presbíteros das igrejas locais fazem parte do governo eclesiástico, se reunindo e deliberando no respectivo sínodo regional em representação das suas comunidades.
Nas Igrejas Reformadas e Presbiterianas (ambas de matriz calvinista), o presbítero é o líder espiritual de uma comunidade (ou paróquia) cristã.
Faz-se, comumente, distinção entre presbíteros docentes e presbíteros regentes. O presbítero docente é o pastor, aquele que é responsável pelo ensino da Igreja. Nessas igrejas tendo cumprido o devido tempo no seminário. O presbítero regente é o presbítero propriamente dito, responsável, juntamente com o pastor, pelo governo e administração da Igreja.
Via de regra, como é o caso da Igreja Presbiteriana do Brasil, o presbítero regente é eleito pela comunidade para um mandato específico. Com o fim do mandato, ele deixa de exercer suas funções de maneira ativa, mantendo, porém, o estatuto de presbítero, pois a ordenação é indelével.
Já outras denominações cristãs empregam o termo presbítero (ou ancião) como uma qualificação religiosa reconhecida a um cristão dirigente de uma igreja local, e bispo, designa o cargo que exerce. 
Em denominações de governo episcopal, como os anglicanos, morávios e metodistas, possuem três ordens ministeriais: bispos, anciãos (presbíteros) e diáconos. O presbítero com uma jurisdição regional é chamado de bispo.
Em muitos dos casos, cada igreja local é governada por um presbitério, isto é, por uma comissão de presbíteros ou um corpo de anciãos e não por uma hierarquia episcopal. Os chamados Irmãos de Plymouth são governados por um colégio de anciãos laicos, sem hierarquia entre si.
Em alguns casos, o presidente do presbitério é chamado na igreja local de pastor. É o caso da maior parte da Igreja Batista.
No caso dos Adventistas do Sétimo Dia o termo é usado para o dirigente da igreja local sendo o ancião supervisionado pelo pastor.
Tem a mesma função do pastor, ou seja, o mesmo pode ser direcionado para administrar as congregações da cidade sobre orientação pastoral.[carece de fontes?]

### Outras Religiões de matriz cristãs
O título de ancião é utilizado também pelas Testemunhas de Jeová. São encarregados de guiar e ajudar a proteger a congregação em sentido espiritual; Tomar a dianteira toda semana nas reuniões congregacionais. Participam também ativamente na obra de pregação, acompanhando e treinando os fiéis; Realizam visitas sociais e de encorajamento espiritual aos fiéis em suas casas. Como um clero assalariado é totalmente proibido entre a organização dessas duas (Mateus 10:8), todos, que tiverem condições, devem trabalhar e manter sua própria família.
A Igreja de Jesus Cristo dos Santos dos Últimos Dias chama uma de sua ordem de ministro em inglês Élder, que significa presbítero ou ancião.

## Assembleia de Deus
A passagem do cargo de diácono para o de presbítero é a que promove maiores
mudanças na atividade do obreiro. A partir do presbitério o obreiro tem um lugar cativo no
púlpito344 e passa a desenvolver atividades relacionadas à administração dos sacramentos,
além da pregação e direção de cultos. Em tese, compreende-se o presbítero como um “auxiliar do pastor”, ou um pastor em menor escala
como destacam as publicações oficiais:
O presbítero (anteriormente chamado “ancião”) é o auxiliar do pastor. Porém, em algumas regiões, em campos de evangelização das Assembleias de Deus, de certo modo, é lhe dado cargo correspondente ao de pastor, onde, na ausência deste, ele desempenha todas as funções pastorais: unge, ministra a Ceia e batiza. Entre esses, há os que possuem a dignidade, capacidade e verdadeiro dom de pastor.— (ARAÚJO, Isael. Dicionário do Movimento Pentecostal. Rio de Janeiro: CPAD, 2007.:PGs 715-716).
O presbítero está autorizado a ungir os enfermos e também ministrar a benção apostólica, quando solicitado. Nas ADs a função é diferente daquela cumprida em outras igrejas protestantes. No caso das igrejas presbiterianas, por exemplo, ao presbítero corresponde o papel de administrador dos recursos materiais da igreja, atividade exercida por intermédio do conselho local, o presbitério, órgão não existente nas ADs.